# 达里厄斯·贝兹利
达里厄斯·德纳尔·贝兹利（英語：Darius Denayr Bazley，2000年6月12日—）為美國男子籃球運動員，現效力於中国男子篮球职业联赛广东宏远。

## 職業生涯
2024年9月6日，贝兹利加盟中国男子篮球职业联赛广东宏远。11月5日，广东宏远終止與贝兹利的合約。11月15日，贝兹利重返NBA G聯盟德拉瓦藍衣。12月16日，贝兹利的合約被買斷。12月21日，贝兹利重返广东宏远。2025年3月11日，广东宏远取消註冊贝兹利，註冊特洛伊·吉伦沃特。3月16日，广东宏远註冊贝兹利，取消註冊特洛伊·吉伦沃特。

## 外部連結
- 达里厄斯·贝兹利在NBA（英语）
- 达里厄斯·贝兹利在中国男子篮球职业联赛
- 达里厄斯·贝兹利在Basketball-Reference.com（NBA）（英语）
- 达里厄斯·贝兹利在Basketball-Reference.com（NBA G聯盟）（英语）
- 达里厄斯·贝兹利在Basketball-Reference.com（國際）（英语）
- 达里厄斯·贝兹利在ESPN（NBA）（英语）
- 达里厄斯·贝兹利在Eurobasket.com（球員）（英语）
- 达里厄斯·贝兹利在Proballers（英语）
- 达里厄斯·贝兹利在RealGM（英语）
- 达里厄斯·贝兹利在中国篮球数据库
- 达里厄斯·贝兹利在Flashscore（英语）